# 2468 Repin
2468 Repin (1969 TO1) là một tiểu hành tinh vành đai chính được phát hiện ngày 8 tháng 10 năm 1969 bởi L. Chernykh ở Nauchnyj.